# Maieta neblinensis
Maieta neblinensis är en tvåhjärtbladig växtart som beskrevs av John Julius Wurdack. Maieta neblinensis ingår i släktet Maieta och familjen Melastomataceae. Inga underarter finns listade i Catalogue of Life.